# Marek Chyliński
Marek Chyliński – polski politolog, dr hab. nauk społecznych, profesor uczelni Instytutu  Nauk o Polityce i Administracji  Wydziału Nauk o Polityce i Komunikacji Społecznej Uniwersytetu Opolskiego.

## Życiorys
W 1984 ukończył studia nauk politycznych na Uniwersytecie Śląskim w Katowicach, 18 września 2007 obronił pracę doktorską Polityka bezpieczeństwa Socjaldemokratycznej Partii Niemiec 1949-2001, 12 lipca 2016  habilitował się na podstawie pracy zatytułowanej Poszukiwanie informacji w dziennikarskich działaniach komunikacyjnych. Został zatrudniony na stanowisku adiunkta w Instytucie Politologii na Wydziale Nauk Społecznych Uniwersytetu Opolskiego.
Jest profesorem uczelni Instytutu  Nauk o Polityce i Administracji  Wydziału Nauk o Polityce i Komunikacji Społecznej Uniwersytetu Opolskiego.